# فوئنتس د نابا
فوئنتس د نابا (به اسپانیایی: Fuentes de Nava) یک شهرستان در اسپانیا است که در استان پالنسیا واقع شده‌است.

## خصوصیات
فوئنتس د نابا ۶۰ کیلومترمربع مساحت و ۷۷۴ نفر جمعیت دارد.